# IHL 1962/63
Die Saison 1962/63 war die 18. reguläre Saison der International Hockey League. Während der regulären Saison bestritten die sechs Teams jeweils 70 Spiele. In den Play-offs setzten sich die Fort Wayne Komets durch und gewannen den ersten Turner Cup in ihrer Vereinsgeschichte.

## Teamänderungen
Folgende Änderungen wurden vor Beginn der Saison vorgenommen:
- Die Indianapolis Chiefs stellten den Spielbetrieb ein.
- Die Port Huron Flags wurden als Expansionsteam in die Liga aufgenommen.

## Reguläre Saison

### Abschlusstabelle
Abkürzungen: GP = Spiele, W = Siege, L = Niederlagen, T = Unentschieden, OTL = Niederlage nach Overtime, GF = Erzielte Tore, GA = Gegentore, Pts = Punkte
|                     | GP | W  | L  | T | GF  | GA  | Pts |
| ------------------- | -- | -- | -- | - | --- | --- | --- |
| Fort Wayne Komets   | 70 | 35 | 30 | 5 | 283 | 255 | 75  |
| Minneapolis Millers | 70 | 36 | 32 | 2 | 296 | 301 | 74  |
| Muskegon Zephyrs    | 70 | 34 | 31 | 5 | 328 | 326 | 73  |
| Omaha Knights       | 70 | 30 | 35 | 5 | 252 | 248 | 65  |
| Port Huron Flags    | 70 | 28 | 36 | 6 | 246 | 273 | 62  |
| St. Paul Saints     | 70 | 23 | 44 | 3 | 241 | 328 | 49  |

## Turner-Cup-Playoffs
|  | Turner-Cup-Halbfinale | Turner-Cup-Halbfinale | Turner-Cup-Halbfinale |  |  | Turner-Cup-Finale | Turner-Cup-Finale   | Turner-Cup-Finale |
|  |                       |                       |                       |  |  |                   |                     |                   |
|  |                       |                       |                       |  |  |                   |                     |                   |
|  | 1                     | Fort Wayne Komets     | 4                     |  |  |                   |                     |                   |
|  | 3                     | Muskegon Zephyrs      | 2                     |  |  |                   |                     |                   |
|  |                       |                       |                       |  |  | 1                 | Fort Wayne Komets   | 4                 |
|  |                       |                       |                       |  |  | 2                 | Minneapolis Millers | 1                 |
|  | 2                     | Minneapolis Millers   | 4                     |  |  |                   |                     |                   |
|  | 4                     | Omaha Knights         | 3                     |  |  |                   |                     |                   |
|  |                       |                       |                       |  |  |                   |                     |                   |

## Vergebene Trophäen

### Mannschaftstrophäen
| Auszeichnung                                          | Team              |
| ----------------------------------------------------- | ----------------- |
| Turner Cup Gewinner der IHL-Playoffs                  | Fort Wayne Komets |
| Fred A. Huber Trophy Bestes Team der regulären Saison | Fort Wayne Komets |

### Individuelle Trophäen
| Auszeichnung                                                       | Spieler      | Team                |
| ------------------------------------------------------------------ | ------------ | ------------------- |
| James Gatschene Memorial Trophy MVP der regulären Saison           | Len Thornson | Fort Wayne Komets   |
| Leo P. Lamoureux Memorial Trophy Bester Scorer                     | Ed Bartoli   | Minneapolis Millers |
| James Norris Memorial Trophy Torhüter mit den wenigsten Gegentoren | Glenn Ramsay | Omaha Knights       |
| Leading Rookie Award Bester Rookie                                 | John Gravel  | Omaha Knights       |